# Gran Premio de la República Checa de Motociclismo de 1998
El Gran Premio de la República Checa de Motociclismo de 1998 fue la décima prueba del Campeonato del Mundo de Motociclismo de 1998. Tuvo lugar en el fin de semana del 21 al 23 de agosto de 1998 en el Masaryk Circuit, situado en Brno, Moravia, República Checa. La carrera de 500cc fue ganada por Max Biaggi, seguido de Àlex Crivillé y Alex Barros. Tetsuya Harada ganó la prueba de 250cc, por delante de Loris Capirossi y Marcellino Lucchi. La carrera de 125cc fue ganada por Marco Melandri, Kazuto Sakata fue segundo y Lucio Cecchinello tercero.

## Resultados 500cc
| Pos. | N.º | Piloto                   | Constructor | Vueltas | Tiempo/Retirado | Grilla | Puntos |
| ---- | --- | ------------------------ | ----------- | ------- | --------------- | ------ | ------ |
| 1    | 6   | Max Biaggi               | Honda       | 22      | 45:12.043       | 2      | 25     |
| 2    | 4   | Àlex Crivillé            | Honda       | 22      | +0.768          | 6      | 20     |
| 3    | 9   | Alex Barros              | Honda       | 22      | +1.546          | 5      | 16     |
| 4    | 2   | Tadayuki Okada           | Honda       | 22      | +2.235          | 7      | 13     |
| 5    | 5   | Norick Abe               | Yamaha      | 22      | +11.817         | 12     | 11     |
| 6    | 15  | Sete Gibernau            | Honda       | 22      | +11.946         | 16     | 10     |
| 7    | 8   | Carlos Checa             | Honda       | 22      | +16.317         | 10     | 9      |
| 8    | 12  | Jean-Michel Bayle        | Yamaha      | 22      | +18.526         | 3      | 8      |
| 9    | 55  | Régis Laconi             | Yamaha      | 22      | +24.157         | 13     | 7      |
| 10   | 10  | Kenny Roberts Jr         | Modenas KR3 | 22      | +30.549         | 8      | 6      |
| 11   | 11  | Simon Crafar             | Yamaha      | 22      | +34.563         | 11     | 5      |
| 12   | 3   | Nobuatsu Aoki            | Suzuki      | 22      | +38.113         | 9      | 4      |
| 13   | 28  | Ralf Waldmann            | Modenas KR3 | 22      | +38.525         | 4      | 3      |
| 14   | 77  | Eskil Suter              | MuZ Weber   | 22      | +46.145         | 14     | 2      |
| 15   | 19  | John Kocinski            | Honda       | 22      | +53.129         | 17     | 1      |
| 16   | 17  | Jurgen van den Goorbergh | Honda       | 22      | +54.201         | 15     |        |
| 17   | 14  | Juan Bautista Borja      | Honda       | 22      | +1:22.039       | 19     |        |
| 18   | 27  | Katsuaki Fujiwara        | Suzuki      | 22      | +1:30.723       | 21     |        |
| 19   | 22  | Sébastien Gimbert        | Honda       | 22      | +1:33.693       | 20     |        |
| 20   | 23  | Matt Wait                | Honda       | 22      | +1:33.862       | 24     |        |
| 21   | 88  | Scott Smart              | Honda       | 22      | +1:57.956       | 22     |        |
| Ret  | 1   | Mick Doohan              | Honda       | 13      |                 | 1      |        |
| Ret  | 57  | Fabio Carpani            | Honda       | 0       | Accidente       | 23     |        |
| DNS  | 18  | Garry McCoy              | Honda       |         |                 | 18     |        |

- Pole Position: Mick Doohan, 2:01.585
- Vuelta Rápida: Àlex Crivillé, 2:02.335

## Resultados 250cc
| Pos. | N.º | Piloto              | Constructor | Vueltas | Tiempo/Retirado | Grilla | Puntos |
| ---- | --- | ------------------- | ----------- | ------- | --------------- | ------ | ------ |
| 1    | 31  | Tetsuya Harada      | Aprilia     | 20      | 41:52.318       | 4      | 25     |
| 2    | 65  | Loris Capirossi     | Aprilia     | 20      | +5.207          | 1      | 20     |
| 3    | 34  | Marcellino Lucchi   | Aprilia     | 20      | +28.254         | 3      | 16     |
| 4    | 9   | Jeremy McWilliams   | TSR-Honda   | 20      | +30.432         | 6      | 13     |
| 5    | 5   | Tohru Ukawa         | Honda       | 20      | +30.703         | 8      | 11     |
| 6    | 6   | Haruchika Aoki      | Honda       | 20      | +31.090         | 10     | 10     |
| 7    | 24  | Jason Vincent       | TSR-Honda   | 20      | +49.163         | 13     | 9      |
| 8    | 7   | Takeshi Tsujimura   | Yamaha      | 20      | +49.284         | 11     | 8      |
| 9    | 37  | Luca Boscoscuro     | TSR-Honda   | 20      | +49.398         | 16     | 7      |
| 10   | 17  | José Luis Cardoso   | Yamaha      | 20      | +50.301         | 19     | 6      |
| 11   | 4   | Stefano Perugini    | Honda       | 20      | +57.812         | 7      | 5      |
| 12   | 8   | Luis d'Antin        | Yamaha      | 20      | +57.996         | 15     | 4      |
| 13   | 21  | Franco Battaini     | Yamaha      | 20      | +1:01.297       | 12     | 3      |
| 14   | 12  | Noriyasu Numata     | Suzuki      | 20      | +1:10.103       | 9      | 2      |
| 15   | 44  | Roberto Rolfo       | TSR-Honda   | 20      | +1:15.633       | 17     | 1      |
| 16   | 16  | Johan Stigefelt     | Suzuki      | 20      | +1:15.721       | 20     |        |
| 17   | 25  | Yasumasa Hatakeyama | Honda       | 20      | +1:37.942       | 23     |        |
| 18   | 18  | Osamu Miyazaki      | Yamaha      | 20      | +1:39.729       | 18     |        |
| 19   | 22  | Matthieu Lagrive    | Honda       | 20      | +1:39.892       | 24     |        |
| 20   | 14  | Davide Bulega       | ERP-Honda   | 20      | +1:40.228       | 21     |        |
| 21   | 88  | Vladimír Častka     | ERP-Honda   | 20      | +1:49.466       | 22     |        |
| 22   | 89  | Radomil Rous        | Yamaha      | 19      | +1 Vuelta       | 26     |        |
| Ret  | 19  | Olivier Jacque      | Honda       | 11      |                 | 5      |        |
| Ret  | 27  | Sebastián Porto     | Aprilia     | 11      |                 | 14     |        |
| Ret  | 41  | Federico Gartner    | Aprilia     | 8       |                 | 25     |        |
| Ret  | 46  | Valentino Rossi     | Aprilia     | 0       | Accidente       | 2      |        |
| DNQ  | 90  | Lukáš Vavrecka      | Honda       |         |                 |        |        |
| DNQ  | 91  | Lars Langer         | Yamaha      |         |                 |        |        |

- Pole Position: Loris Capirossi, 2:03.974
- Vuelta Rápida: Loris Capirossi, 2:04.614

## Resultados 125cc
| Pos. | N.º | Piloto                | Constructor | Vueltas | Tiempo/Retirado | Grilla | Puntos |
| ---- | --- | --------------------- | ----------- | ------- | --------------- | ------ | ------ |
| 1    | 13  | Marco Melandri        | Honda       | 19      | 42:05.161       | 7      | 25     |
| 2    | 4   | Kazuto Sakata         | Aprilia     | 19      | +0.038          | 1      | 20     |
| 3    | 10  | Lucio Cecchinello     | Honda       | 19      | +0.364          | 3      | 16     |
| 4    | 32  | Mirko Giansanti       | Honda       | 19      | +3.745          | 14     | 13     |
| 5    | 8   | Gianluigi Scalvini    | Honda       | 19      | +3.794          | 11     | 11     |
| 6    | 21  | Arnaud Vincent        | Aprilia     | 19      | +7.082          | 13     | 10     |
| 7    | 52  | Hiroyuki Kikuchi      | Honda       | 19      | +7.144          | 12     | 9      |
| 8    | 15  | Roberto Locatelli     | Honda       | 19      | +7.260          | 9      | 8      |
| 9    | 26  | Ivan Goi              | Aprilia     | 19      | +9.179          | 15     | 7      |
| 10   | 9   | Frédéric Petit        | Honda       | 19      | +12.170         | 16     | 6      |
| 11   | 22  | Steve Jenkner         | Aprilia     | 19      | +15.272         | 10     | 5      |
| 12   | 29  | Ángel Nieto Jr        | Aprilia     | 19      | +33.909         | 20     | 4      |
| 13   | 17  | Juan Enrique Maturana | Yamaha      | 19      | +35.083         | 22     | 3      |
| 14   | 23  | Gino Borsoi           | Aprilia     | 19      | +35.333         | 19     | 2      |
| 15   | 62  | Yoshiaki Katoh        | Yamaha      | 19      | +54.524         | 17     | 1      |
| 16   | 65  | Andrea Iommi          | Honda       | 19      | +1:14.415       | 26     |        |
| 17   | 16  | Christian Manna       | Yamaha      | 19      | +1:30.848       | 24     |        |
| 18   | 89  | Igor Kalab            | Honda       | 19      | +2:05.233       | 27     |        |
| 19   | 92  | Michal Brezina        | Honda       | 19      | +2:06.630       | 28     |        |
| 20   | 93  | Bohuslav Seifert      | Honda       | 18      | +1 Vuelta       | 30     |        |
| Ret  | 20  | Masao Azuma           | Honda       | 18      | Accidente       | 4      |        |
| Ret  | 3   | Tomomi Manako         | Honda       | 15      |                 | 2      |        |
| Ret  | 41  | Youichi Ui            | Yamaha      | 14      | Accidente       | 8      |        |
| Ret  | 39  | Jaroslav Huleš        | Honda       | 8       |                 | 6      |        |
| Ret  | 5   | Masaki Tokudome       | Aprilia     | 7       | Accidente       | 5      |        |
| Ret  | 7   | Emilio Alzamora       | Aprilia     | 6       | Accidente       | 18     |        |
| Ret  | 91  | Martin Psotny         | Honda       | 4       |                 | 29     |        |
| Ret  | 59  | Jerónimo Vidal        | Aprilia     | 2       | Accidente       | 23     |        |
| Ret  | 14  | Federico Cerroni      | Aprilia     | 0       | Accidente       | 21     |        |
| Ret  | 90  | Jakub Smrž            | Honda       | 0       | Accidente       | 25     |        |

- Pole Position: Kazuto Sakata, 2:11.302
- Vuelta Rápida: Masao Azuma, 2:10.899